# Randia aciculiflora
Randia aciculiflora är en måreväxtart som beskrevs av Attila L. Borhidi och Saynes. Randia aciculiflora ingår i släktet Randia och familjen måreväxter. Inga underarter finns listade i Catalogue of Life.